# Hero Project
Marvel's Hero Project(bra: Projeto Os Heróis da Marvel; prt: Marvel Projeto Herói) é uma série documental da Marvel New Media para a plataforma de streaming Disney+ ançada em 12 de novembro de 2019.

## Premissa
A série segue jovens herós que estão fazendo mudanças positivas e marcantes pelas comunidades, dedicando suas vidas em atos atruístas de bravura e gentileza. Cada criança do show tem suas própria revista em quadrinhos da Marvel.
Na vida, não precisamos vestir uma armadura de ferro, carregar um martelo mitológico ou nos pendurarmos em teias de aranha para sermos um herói. Às vezes, a pessoa que pode fazer uma diferença positiva no mundo é a pessoa que simplesmente vê um problema e tem paixão por encontrar uma solução criativa.— Marvel Entertainment

## Episódios
| N.º                                                                                                  | Título                                   | Nome                    | Causa                                                               | Lançamento              |
| --- | ---------------------------------------- | ----------------------- | ------------------------------------------------------------------- | ----------------------- |
| 1 | "A Sensacional Jordan"                   | Jordan Reeves           | "Born Just Right" no auxílio de Deficientes and Design Inclusivo    | 12 de novembro de 2019  |
| Inspirada por sua diferença, Jordan está liderando crianças rumo à construção de um mundo acessível. |                                          |                         |                                                                     |                         |
| 2 | "O Incrível Elijah"                      | Elijah Lee              | Prevenção ao abuso infantil                                         | 15 de novembro de 2019  |
| A empatia de Elijah é o seu super poder, falando em sua comunidade para prevenir o abuso infantil.   |                                          |                         |                                                                     |                         |
| 3 | "O Invencível Adonis"                    | Adonis Watt             | Acessibilidade aos deficientes visuais                              | 22 de novembro de 2019  |
| Adonis está mudando a forma como as pessoas veem os deficientes visuais dentro e fora do campo.      |                                          |                         |                                                                     |                         |
| 4 | "Lá vem a Hailey"                        | Hailey Richman          | Suporte ao Alzheimer                                                | 29 de novembro de 2019  |
| Hailey incentiva jovens a nutrirem seus relacionamentos com membros da família que possuem Alzheimer |                                          |                         |                                                                     |                         |
| 5 | "A Poderosa Rebekah"                     | Rebekah Bruesehoff      | Comunidade LGBTQ                                                    | 6 de dezembro de 2019   |
| Rebekah está em uma missão para proteger os outros do ódio e tornar o mundo um lugar mais seguro.    |                                          |                         |                                                                     |                         |
| 6 | "Abram Caminho para Jakhil"              | Jahkil Naeem Jackson    | "Project I Am" para ajudar Moradores de rua                         | 13 de dezembro de 2019  |
| Jahkil distribui Bolsas Abençoadas com itens essenciais para ajudar os desabrigados de sua cidade.   |                                          |                         |                                                                     |                         |
| 7 | "A Deslumbrante Lorelei"                 | Lorelei McIntyre-Brewer | Tratamento Cardíaco                                                 | 20 de dezembro de 2019  |
| Com metade do coração, Lorelei garante que outras crianças tenham o tratamento cardíaco que precisam |                                          |                         |                                                                     |                         |
| 8 | "Battlin' Braden"                        | Braden Baker            | Fornecimento de Aparelhos auditivos                                 | 27 de dezembro de 2019  |
| Braden viaja o mundo entregando aparelhos auditivos, como o que usa, para aqueles que precisam dele. |                                          |                         |                                                                     |                         |
| 9 | "A Radiante Jayera"                      | Jayera Griffin          | Serviço Comunitário                                                 | 3 de janeiro de 2020    |
| Jayera se empenha em igualar as oportunidades aos que enfrentam um período financeiramente difícil.  |                                          |                         |                                                                     |                         |
| 10                                                                                                   | "O Espetacular Sidney"                   | Sidney Keys             | Serviços literários para a juventudo afro-americana                 | 10 de janeiro de 2020   |
| Sidney empodera os meninos, encorajando a alfabetização e conscientizado histórias afro-americanas.  |                                          |                         |                                                                     |                         |
| 11                                                                                                   | "A Invrível Tokata"                      | Tokata Iron Eyes        | Contação de histórias para empoderamento da juventude indígena      | 17 de janeiro de 2020   |
| Tokata milita em nome dos jovens indígenas, dando voz a eles através das histórias que conta.        |                                          |                         |                                                                     |                         |
| 12                                                                                                   | "A Grande Lutadora Izzy"                 | Isabelle                | Inclusão aos deficientes                                            | 24 de janeiro de 2020   |
| Izzy provou que todos estavam errados ao se tornar campeã de taekwondo, e se doa ao ensinando outros |                                          |                         |                                                                     |                         |
| 13                                                                                                   | "O Destemido Seamus"                     | Seamus                  | Auxílio aos familiares de soldados mortos e invalidados             | 31 de janeiro de 2020   |
| Seamus retribui para as famílias de soldados falecidos ou feridos através do seu amor pela escalada. |                                          |                         |                                                                     |                         |
| 14                                                                                                   | "A Dinâmica Daniella"                    | Daniella                | Casa para os sem-teto no México                                     | 7 de fevereiro de 2020  |
| Daniella é dedicada a construir casas para famílias no México, inspirando outros para fazer o mesmo. |                                          |                         |                                                                     |                         |
| 15                                                                                                   | "O Itinerante Robbie"                    | Robbie                  | Proteção de parques nacionais                                       | 14 de fevereiro de 2020 |
| Robbie usa tecnologia de realidade virtual para inspirar sua geração a proteger os parques nacionais |                                          |                         |                                                                     |                         |
| 16                                                                                                   | "Genesis: A Incrível Aliada dos Animais" | Genesis                 | Proteção dos animais                                                | 21 de fevereiro de 2020 |
| Genesis é uma feroz defensora do cuidado e manutenção da segurança de todos os tipos de animais.     |                                          |                         |                                                                     |                         |
| 17                                                                                                   | "O Superior Salvador"                    | Salvador                | Lâmpadas de energia solar para famílias afetadas pelo Furacão Maria | 28 de fevereiro de 2020 |
| Salvador distribui lâmpadas de energia solar para famílias em Porto Rico afetadas pelo Furacão Maria |                                          |                         |                                                                     |                         |
| 18                                                                                                   | "A Genial Gitanjali"                     | Gitanjali Rao           | Garotas na STEM, Desenvolvedora do Thethys                          | 6 de março de 2020      |
| Gitanjali cria ferramentas que beneficiam outros, criou um aparelho que testa contaminantes na água. |                                          |                         |                                                                     |                         |
| 19                                                                                                   | "Assombroso Austin"                      | Austin                  | Plantação de comida pelo fim da Fome                                | 13 de março de 2020     |
| Sabendo como é quando a comida é escassa, Austin começa uma horta e compartilha com sua comunidade.  |                                          |                         |                                                                     |                         |
| 20                                                                                                   | "Hailey Voadora"                         | Hailey                  | Suporte Comunitário para Deficiência Cognitiva                      | 20 de março de 2020     |
| Hailey ajuda a irmã e outras crianças com epilepsia a obter cuidados médicos e o suporte necessário. |                                          |                         |                                                                     |                         |

## Desenvolvimento
A série foi anunciada como um dos dois documentários da Marvel para o Disney+ em 10 de abril de 2019. Os editores da Marvel Comics encontraram alguns métodos inovadores de incluir essas crianças como super-heróis e surpreendê-los revelando que eles seriam imortalizados em quadrinhos da Marvel.
Qualquer um pode assistir a essa série e sentir como se pudessem sair na rua e fazer algo. Ela ajuda as famílias a falar sobre coisas complicadas.— Sarah Amos

## Lançamento
O primeiro episódio da série foi lançado no dia 12 de novembro de 2019 como um dos primeiros títulos do Disney+, com novos episódios sendo lançados toda sexta-feira. A produção tem um total de 20 episódios.

### Promoção
Na D23 Expo, a equipe da série conduziu um painel e explicou sobre a produção, revelando ainda o plano de lançamento. No dia 1º de outubro de 2019, o primeiro trailer completo foi lançado no Disney+. Na New York Comic Con, no início de outubro, foi exibido o primeiro episódio, com a participação de Jordan Reeves, criador de Project Unicorn. Mais tarde naquele mesmo dia, um clipe exclusivo do primeiro episódio foi lançado  online.

### Quadrinhos
As revistas em quadrinhos se tornaram disponíveis no portal Marvel Unlimited e na Marvel Digital Comic Store gratuitamente em paralelo ao lançamento dos respectivos episódios.

## Recepção
O site agregador de análises, Rotten Tomatoes registrou 91% de aprovação para a primeira temporada, com uma média 8.38 de 10, baseado em 10 avaliações. O consenso crítico do site escreve, "Um vislumbre poderoso e de aquecer corações nas vidas de alguns heróis da vida real, Marvel's Hero Project encontra inspiração em uma nova geração de inovadorees". Metacritic, que usa uma média ponderada, atribuiu uma nota 54 de 100, baseada em 5 críticas, indicando "avaliações médias ou mistas".
Dave Trumbore disse, escrevendo para a Collider disse que "a Disney+ entrega uma docusérie cativante e empoderadora". Bonnie Burton, da CNET, disse que "o Marvel's Hero Project do Disney Plus dá destaque a crianças reais que fazem a diferença." Matt Fowler da IGN afirmou que "Marvel's Hero Project é um pacote bem intencionado e bem apresentado de perfis de alguns jovens guerreiros únicos que inspiram esperança em fazer o mundo melhor. Não é inteiramente encaixado em um formato de 30 minutos e, por vezes, você pode se sentir tenso, mas nunca deixa de ser inspirador." A Common Sense Media avaliou o documentário com 5 estrelas, nota máxima, declarando que: "Marvel's Hero Project é uma série inspiradora que junta pré-adolescentes e adolescentes que tomam papéis de liderança em suas comunidades e tentam proativamente fazer uma diferença positiva no mundo".

### Premiações
| Ano  | Prêmio                                         | Categoria                | Resultado    | Referência(s) |
| ---- | ---------------------------------------------- | ------------------------ | ------------ | ------------- |
| 2020 | Online Film & Television Association TV Awards | Melhor Programa Infantil | Vice-Campeão | [ 14 ] [ 15 ] |